# فلیکس ایروره
فلیکس ایروره (انگلیسی: Felix Irorere؛ زادهٔ ۲۱ ژوئن ۲۰۰۲) بازیکن فوتبال اهل آلمان است.
از باشگاه‌هایی که در آن بازی کرده‌است می‌توان به باشگاه فوتبال آینتراخت فرانکفورت اشاره کرد.